# Eurysyllis pacificus
Eurysyllis pacificus är en ringmaskart som först beskrevs av Hartman 1954.  Eurysyllis pacificus ingår i släktet Eurysyllis och familjen Syllidae. Inga underarter finns listade i Catalogue of Life.